# Elecciones parciales de Singapur de 1970
Las elecciones parciales de Singapur de 1970 tuvieron lugar el 18 de abril del mencionado año con el objetivo de cubrir siete escaños del Parlamento de Singapur. Se realizaron como parte de la estrategia del Partido de Acción Popular (PAP), gobernante y hegemónico de renovar sus filas al invitar a renunciar a algunos miembros veteranos. En ese momento, el PAP controlaba todos los escaños del parlamento. Los distritos a renovar fueron Delta, Havelock, Kampong Kapor, Ulu Pandan y Whampoa. La nominación de candidatos se fijó el 8 de abril, con la votación realizándose diez días más tarde.
Con el opositor Partido de los Trabajadores (WP) recuperándose del mal resultado en las elecciones generales de 1968, y los demás partidos de la oposición plegados a una estrategia de boicot electoral encabezada por el Frente Socialista (BS), el PAP ganó los escaños de Delta, Havelock y Whampoa sin oposición. El Frente Nacional Unido (UNF), partido fundado por Vetrivelu Rengaswamy (que había competido como candidato independiente contra el primer ministro Lee Kuan Yew en Tanjong Pagar dos años atrás) compitió en Kampong Kapor y Ulu Pandan, con Chng Boon Eng y Vetrivelu como candidatos respectivos. Ninguno de los dos escaños había sido debidamente disputado en 1968, cuando 51 de las 58 bancas habían sido ganadas sin oposición.
El PAP ganó los únicos dos escaños disputados con facilidad y conservó su monopolio absoluto del Parlamento, que duraría hasta 1981. Tanto Vetrivelu como Chng conservaron sus depósitos electorales de S$500 al recibir más del 12,50% de los votos. La participación fue del 85,14% del electorado registrado. La dimisión de Chan Choy Siong como parlamentaria por Delta tras su retiro de la política, y su reemplazo por Yeo Choo Kok dejó al legislativo singapurense sin la presencia de parlamentarias femeninas. No volvería a haber mujeres electas hasta las elecciones generales de 1984.

## Resultados
|  | 62.40 % |

|  | 37.60 % |

|  | 96.32 % |

|  | 3.68 % |

|  | 75.51 % |

|  | 24.49 % |

|  | 96.67 % |

|  | 3.33 % |